# Tennessee Waltz
Tennessee Waltz of The Tennessee Waltz is een liedje uit 1946, waarvan de tekst is geschreven door Redd Stewart (1923-2003) en de muziek door Pee Wee King (1913-2000). Het liedje werd voor het eerst op de plaat gezet door de countryzanger Cowboy Copas in 1947. De beroemdste versie was die van Patti Page uit 1950. Van die plaat zijn vele miljoenen exemplaren over de toonbank gegaan.
Het lied vertelt dat de zanger(es) met zijn of haar geliefde naar een dansavond gaat, waar de Tennessee Waltz wordt gespeeld. Hij of zij stelt de geliefde voor aan een oude vriend(in), en vervolgens dansen ze samen weg en heeft de zanger(es) het nakijken.

## Vele versies
- Ongeveer tegelijk met Cowboy Copas nam Pee Wee Kings eigen orkest The Golden West Cowboys het nummer op. Cowboy Copas’ versie kwam in 1947 net iets eerder uit. Beide versies haalden de top tien in de Best Selling Folk Retail Records; zo heette toen de countryhitparade.
- Patti Page nam haar versie van The Tennessee Waltz op in november 1950 als achterkant van Boogie Woogie Santa Claus, dat bedoeld was als kersthit (Kerstmis stond immers voor de deur). Ze nam drie versies van het lied op, waarin haar stem één, twee en drie maal werd gebruikt. Het werd de tweestemmige versie. De achterkant bleek al binnen een week veel populairder te zijn dan de voorkant. Tussen 30 december 1950 en 24 februari 1951 stond het lied op de eerste plaats in de lijst Best Sellers in Stores, de voorloper van de Billboard Hot 100. Bij latere persingen werd Boogie Woogie Santa Claus vervangen door Long Long Ago. In 1952 verscheen het nummer op de mini-lp Tennessee Waltz.
- Ongeveer gelijk met Patti Page nam het trio The Fontane Sisters het lied op. Hun versie bereikte de top twintig.
- Kort na Patti Page namen Les Paul en Mary Ford het nummer op. Het bereikte de 6e plaats.
- Ook Jo Stafford zat Patti Page op de hielen. Haar versie haalde de 7e plaats.
- Nog in 1950 werd het nummer ook nog opgenomen door Guy Lombardo and his Royal Canadians.
- Ook Petula Clark maakte in 1950 een opname speciaal voor de Engelse markt. Daar werd het nummer geen succes.
- In 1959 kwamen twee rockabilly-uitvoeringen van het nummer tegelijk uit: die van Bobby Comstock & the Counts en die van Jerry Fuller. Ze bereikten de 52e, respectievelijk 63e plaats in de Billboard Hot 100.
- In hetzelfde jaar nam Connie Francis het nummer op voor het album Country & Western Golden Hits.
- Sam Cooke nam het nummer op in januari 1964 voor zijn album Ain't That Good News. Het verscheen ook als achterkant van de single Good Times. Los van de voorkant haalde Tennessee Waltz de 35e plaats in de Billboard Hot 100.
- Alma Cogan bracht in 1964 een versie uit in de stijl van een ‘rock ballad’. Het nummer werd één in Zweden. Ze nam ook een Duitstalige versie op, die in Duitsland de tiende plaats haalde. Later brachten ook Heidi Brühl, Gitte Hænning en Ireen Sheer het nummer in het Duits, terwijl Kikki Danielsson en Lotta Engberg het nummer in het Zweeds opnamen.
- Ook in Nederland kwam een versie van het liedje uit. Tennessee Waltz van Trea Dobbs uit 1964 werd echter geen succes.
- Billy J. Kramer with The Dakotas namen het nummer op voor een ep Billy J. Plays the States uit 1965.
- In 1966 zette Otis Redding een versie van het nummer op zijn album The Otis Redding Dictionary of Soul. De begeleiding werd verzorgd door Booker T. & the M.G.'s.
- Manfred Mann nam het nummer op voor zijn ep Machines uit 1966. De ep stond één week op de eerste plaats in de British EP Chart.
- In de nalatenschap van Elvis Presley werd een opname van Tennessee Waltz uit 1966 gevonden. Het staat onder andere op de driedubbel-cd Platinum - A Life in Music uit 1997.
- In 1978 zette Anne Murray het nummer op haar album Let's Keep It That Way.
- De countryzangeres Lacy J. Dalton haalde in 1980 de 18e plaats in de Amerikaanse countryhitparade met haar versie van het nummer.
- Emmylou Harris nam het nummer op voor haar album Cimarron uit 1981.
- In 1983 zette James Brown het nummer op zijn album Bring It On.
- In 1995 nam de Ierse groep The Chieftains een cd The Long Black Veil op, waarop de band als begeleidingsgroep fungeerde voor een aantal andere artiesten. Op die cd staat een versie van The Tennessee Waltz gezongen door Tom Jones.
- Norah Jones voerde het nummer uit tijdens een liveshow in het House of Blues in New Orleans op 24 augustus 2002. Er bestaat een dvd van dit optreden.
- Eva Cassidy nam het nummer op voor haar album Imagine uit 2002.
- Leonard Cohen zette een liveversie uit 1985 van het nummer op zijn album Dear Heather van 2004. Deze versie is uitgebreid met een couplet van de hand van Cohen zelf.

Sinds 1965 is The Tennessee Waltz een van de vijf officiële volksliederen van de staat Tennessee.